# Hälsosektion
Hälsosektion (Hälso) är studerandeföreningen vid Hälsohögskolan, Jönköping och samlar fackhögskolans studenter.
Studerandeföreningarna vid Jönköping University fungerar i mångt och mycket som små studentkårer och är överlag oberoende organisationer. De får dock sin auktoritet och ställning som officiell studentrepresentant genom ett kontrakt med Jönköping Student Union som delegerar ansvaret för fackhögskolespecifika ärenden till studerandeföreningen.

## Styrelse
| Period    | Ordförande       |
| --------- | ---------------- |
| 2019-2020 | Amanda Johansson |
| 2020-2021 | Erica Karlsson   |

Hälsosektions styrelse består av 10 poster: Ordförande, Vice Ordförande, Ekonomiansvarig, Sekreterare, Informationsansvarig, Sponsoransvarig, Ledamot, Ordförande Cellskapet, Ordförande S.U.S.H.I och Ordförande HUTT.

## Utskott
Cellskapet är Hälsosektions sexmästeri. De anordnar insparken, olika sittningar och bland annat en gala till förmån för bröstcancerforskning.
SUSHI är utskottet för internationella studenter vid Hälsosektion. De tar hand om de internationella studenterna, ser till att de trivs, får en lokal student att luta sig lite extra mot samt anordnar roliga event bara för dem.
HUTT är utbildningsutskottet vid Hälsosektion och jobbar med utbildningsfrågor vid hälsohögskolan. Exempelvis vad studenterna har för rättigheter och skyldigheter.